# Molomea xanthocephala
Molomea xanthocephala är en insektsart som först beskrevs av Ernst Friedrich Germar 1821.  Molomea xanthocephala ingår i släktet Molomea och familjen dvärgstritar. Inga underarter finns listade i Catalogue of Life.